# Calderdale
Calderdale is een Engels district in het stedelijk graafschap (metropolitan county) West Yorkshire  en telt 210.000 inwoners. De oppervlakte bedraagt 364 km².
Calderdale ontstond toen in 1974 zes districten samengevoegd werden en is genoemd naar de rivier de Calder, die nabij Todmorden ontspringt.
Van de bevolking is 15,6% ouder dan 65 jaar. De werkloosheid bedraagt 3,8% van de beroepsbevolking (cijfers volkstelling 2001).

## Plaatsen in district Calderdale
- Halifax
- Hebden Bridge
- Mytholmroyd
- Sowerby Bridge

## Civil parishesin district Calderdale
- Blackshaw
- Erringden
- Hebden Royd
- Heptonstall
- Ripponden
- Todmorden
- Wadsworth